# Classificazione di Forrest
La classificazione di Forrest è una classificazione riguardante l'emorragia nel tratto gastrointestinale superiore utilizzata per selezionare i pazienti per il trattamento endoscopico.

## Classificazione di Forrest
Emorragia acuta
- Forrest I a (emorragia sgorgante)
- Forrest I b (emorragia stillante)

Segni di emorragia recente

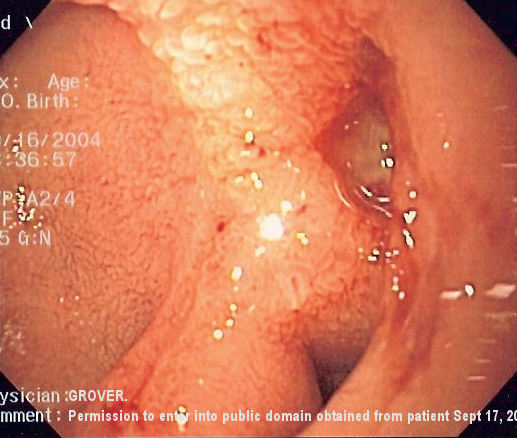
Immagine endoscopica di un'ulcera duodenale nella parte posteriore del bulbo duodenale senza stigmate di recente emorragia. Questa sarebbe una lesione di Forrest III

- Forrest II a (vaso visibile non sanguinante)
- Forrest II b (coagulo aderente)
- Forrest II c ( ematina pigmentata piatta (base macinata di caffè) su base ulcera)

Lesioni senza sanguinamento attivo
- Forrest III (Lesioni senza segni di emorragia recente o base dell'ulcera pulita ricoperta di fibrina)[2]

## Applicazione
La classificazione di Forrest è determinante quando si classificano i pazienti con emorragia gastrointestinale superiore in categorie ad alto e basso rischio di mortalità. È anche un metodo di previsione del rischio di risanguinamento e molto spesso viene utilizzato per la valutazione delle modalità di intervento endoscopico. Uno studio prospettico ha rivelato che "i criteri di Forrest sono essenziali per una corretta pianificazione della terapia endoscopica e della chirurgia urgente nell'ulcera peptica sanguinante".

## Storia
La classificazione è stata pubblicata per la prima volta da JA Forrest et al. nel Lancet nel 1974.